# VIVA Comet 2009

Viva Comet Logo (2009)

Der 14. VIVA Comet wurde am 29. Mai 2009 in der König-Pilsener-Arena in Oberhausen vergeben und wie im Vorjahr von Oliver Pocher moderiert. Auf der Bühne spielten Stefanie Heinzmann, Sportfreunde Stiller, Eisblume, Cassandra Steen feat. Adel Tawil, Jeanette, Monrose, Ashley Tisdale, Sportfreunde Stiller, Snoop Dogg und Mark Medlock.

## Bester Durchstarter
- Aloha from Hell
- Eisblume
- Fady Maalouf
- Polarkreis 18
- Queensberry

## Bester Onlinestar
- Eisblume
- Fady Maalouf
- Fräulein Wunder
- Silbermond
- Tokio Hotel

## Bester Live Act
- Die Ärzte
- Ich + Ich
- Peter Fox
- Scooter
- Stefanie Heinzmann

## Bester Song
- Die Ärzte – Lasse redn
- Peter Fox – Alles neu
- Polarkreis 18 – Allein Allein
- Sido feat. Kitty Kat, Tony D & Scooter – Beweg dein Arsch
- Silbermond – Irgendwas bleibt

## Beste Band
- Ich + Ich
- Monrose
- Rosenstolz
- Silbermond
- Söhne Mannheims

## Bester Künstler
- Mark Medlock
- Peter Fox
- Sasha
- Sido
- Thomas Godoj

## Beste Künstlerin
- Cassandra Steen
- Jeanette
- LaFee
- Sarah Connor
- Stefanie Heinzmann

## Bestes Video
- Eisblume – Eisblumen
- LaFee – Ring frei
- Peter Fox – Alles neu
- Rosenstolz – Gib mir Sonne
- Silbermond – Irgendwas bleibt

## Star der Stars
- Peter Fox
- Aloha from Hell
- Mark Medlock
- Silbermond
- Jeanette
- Monrose
- Fady Maalouf